# نت‌بلاکس
نت‌بلاکس (به انگلیسی: NetBlocks) یک سازمان مردم‌نهاد است که امنیت سایبری و حکومتی اینترنت را رصد می‌کند. این سازمان در سال ۲۰۱۷ و با ایدهٔ رصد آزادی اینترنت تأسیس شد.

## کارها

### پروژه‌ها
نت‌بلاکس ابزاری را در اختیار عموم قرار می‌دهد تا بتوانند محدودیت‌های احتمالی اینترنت و پیامدهای اقتصادی سانسور وب سایت‌ها را مشاهده کنند.

### عملکرد
نت بلاکس با استفاده از گزارش رسانه‌ها، ماژول‌های کد و ابزارهای سخت‌افزاری ترافیک داده‌های شبکه را بررسی می‌کند. این شرکت چندین ماژول متن باز مرتبط با تحلیل شبکه را ارائه داده‌است.
یکی از ابزارهای مورد استفاده این شرکت Huxley نام دارد که با اتصال آنها به شبکه و انجام آزمایش‌هایی می‌توان به شواهد دقیقی از اختلال در ترافیک اینترنت پی برد. این دستگاه به سیستم عامل لینوکسی نت بلاکس مجهز است و آزمایش‌ها را در یک سند باکس مجازی انجام می‌دهد تا از جمع‌آوری داده‌های کاربران اجتناب شود.
نت بلاکس با تکیه بر همین ابزارها و از طریق تکنیک دیف اسکن، نقشه ای گرمایی (هیت مپ) را بر اساس کانون قطعی اینترنت و میزان دسترسی نواحی اطراف آن به شبکه تولید می‌کند. این نهاد اسکن را به صورت بی‌درنگ انجام داده و در لحظه می‌تواند درصد قطعی را اینترنت در کشورها و مناطق مختلف مشاهده کند. این ابزارها آنقدر کارامد هستند که امروزه گروه‌های مدافع حقوق بشر و حقوق دیجیتال در سراسر دنیا به استفاده از آنها روی آورده‌اند.

### رخدادها
- در ۲۵ نوامبر ۲۰۱۷ در پی اعتراض‌های موسوم به «تحریک لَبَیک» در پاکستان، نت‌بلاکس و بنیاد حقوق دیجیتال اطلاعاتی در مورد سانسور سراسری فیس‌بوک، توییتر، یوتیوب و سایر خدمات شبکه‌های اجتماعی توسط حکومت پاکستان ارائه دادند.[۶][۷][۸]
- طی اعتراضات آبان ۱۳۹۸، نت‌بلاکس در گزارشی تأیید کرد که دولت ایران دسترسی به اینترنت در سراسر کشور را به‌طور کامل قطع کرده‌است.[۹]
- طی اعتراضات ۲۰۱۸–۲۰۱۹ سودان، نت‌بلاکس اعلام کرد که دولت سودان سانسور گستردهٔ اینترنت را در آن کشور اعمال کرده‌است.[۲]
- به دنبال اعتراضات سوختی زیمبابوه در سال ۲۰۱۹ و مسدود شدن اینترنت در آن کشور، نت‌بلاکس خسارت قطع سه روزهٔ اینترنت بابت اعتراض‌ها را ۱۷ میلیون دلار برآورد کرد.[۱۰]
- به دنبال مرگ مهسا امینی نت بلاکس اعلام کرد مرگ مهسا امینی منجر به قطعی اینترنت ایران شده است.[۱۱]